# Lee Westwood
Lee John Westwood OBE (* 24. April 1973 in Worksop, Nottinghamshire) ist ein englischer Profigolfer der PGA European Tour.

## Amateurlaufbahn
Westwood begann im Alter von 13 Jahren mit dem Golfsport, was relativ spät für zukünftige professionelle Turnierspieler ist. Aber schon zwei Jahre danach wurde er Jugendmeister von Nottinghamshire. 1990 gewann er sein erstes Amateurturnier, die Peter McEvoy Trophy, dann 1993 die British Youth Championship und im selben Jahr wurde er Berufsgolfer.

## Profilaufbahn
Der erste Sieg auf der European Tour gelang Westwood 1996 beim Volvo Scandinavian Masters, bald danach folgte die Sumitomo Visa Taiheiyo Masters in Japan. Sein Erfolgslauf hielt 1997 mit der Verteidigung dieses japanischen Titelgewinns an, gefolgt von Siegen bei den Benson & Hedges Malaysian Open, den bedeutenden Volvo Masters in Spanien und schließlich besiegte Westwood den großen Greg Norman im Playoff der Holden Australian Open. Auch im Ryder Cup spielte er gemeinsam mit Nick Faldo in diesem, für ihn, außergewöhnlichen Jahr. Trotzdem konnte Westwood diese Erfolge in den nächsten Jahren sogar noch übertreffen und hatte seinen Höhepunkt in der Saison 2000, als er die europäische Tour mit sechs Turniersiegen klar beherrschte.
Beim Ryder Cup 2004 lochte Westwood den die Cupverteidigung sichernden Putt und war mit seinen 4½ von 5 möglichen Punkten der beste Einzelspieler bei diesem historischen 18½ zu 9½ Triumph des europäischen Teams. 2006 wurde er von Kapitän Ian Woosnam als captain's pick in die Mannschaft aufgenommen, die den Pokal mit dem gleichen Ergebnis verteidigen konnte. Westwood stand bislang zehnmal in Folge (seit 1997) im europäischen Team.
2009 war Westwood, insbesondere in der zweiten Jahreshälfte, so erfolgreich wie selten. Sowohl bei der British Open als auch der PGA Championship war er nah dran an seinem ersten Major-Sieg. Bei beiden Turnieren belegte er den geteilten dritten Rang. Siegreich war er in diesem Jahr beim Abschlussturnier der European Tour im November. Mit 23 unter Par und sechs Schlägen Vorsprung gewann er die sogenannte Dubai World Championship. 4,2 Millionen Euro Preisgeld bedeuteten gleichzeitig den Sieg in der Geldrangliste, dem Race to Dubai. Der doppelte Triumph beim Abschlussturnier und in der Jahreswertung der European Tour gelang zuvor nur zwei weiteren Spielern, zuletzt Colin Montgomerie 1993. „Mein Erfolg im Jahr 2000 war ein Höhepunkt meiner Karriere. Da war ich aber noch sehr jung und grün hinter den Ohren. Ich hatte zwischenzeitlich vier harte Jahre durchgemacht und bin sehr froh, dass ich wieder zurückkommen konnte“, so Westwood nach dem Sieg.
Insgesamt siegte Westwood bislang bei 23 Events auf der European Tour und hatte weitere Turniererfolge in Nordamerika, Afrika, Asien und Australien.
Am 1. November 2010 übernahm er erstmals vorübergehend die Führung in der Golfweltrangliste.

## Privates
Lee Westwood war seit 1999 mit Laurie Coltart, der Schwester des schottischen Ryder Cup Spielers Andrew Coltart, verheiratet. Das Paar hat zwei Kinder, Samuel Bevan (* 2001) und Poppy Grace (* 2004). Die Ehe wurde 2017 geschieden. Inzwischen ist er mit der Engländerin Helen Storey liiert, die bei Turnieren auch als sein Caddie dabei ist. Die beiden heirateten im Jahre 2021. Westwood ist ein großer Fußballfan und Anhänger von Nottingham Forest.

## European Tour Siege (24)
- 1996 Volvo Scandinavian Masters
- 1997 Volvo Masters Andalucia
- 1998 Deutsche Bank-SAP Open-TPC of Europe, National Car Rental English Open, The Standard Life Loch Lomond, Belgacom Open
- 1999 TNT Dutch Open, Smurfit European Open, Canon European Masters
- 2000 Deutsche Bank-SAP Open TPC of Europe, Compaq European Grand Prix, Smurfit European Open, Volvo Scandinavian Masters, Belgacom Open
- 2003 BMW International Open, Dunhill Links Championship
- 2007 Valle Romano Open de Andalucia, Quinn Direct British Masters
- 2009 Portugal Masters, Dubai World Championship
- 2011 Ballentine's Championship (zählt auch zur Asian Tour)
- 2012 Nordea Masters
- 2014 Maybank Malaysian Open (auch Asian Tour)
- 2018 Nedbank Golf Challenge
- 2020 HSBC Championship

## Andere Turniersiege

### Amateur
- 1990 Peter McEvoy Trophy
- 1992 Lagonda Trophy
- 1993 British Youths Championship, Leven Gold Medal

### Professional
- 1996 Sumitomo Visa Taiheiyo Masters (Japan Golf Tour)
- 1997 Malaysian Open (Asian Tour), Sumitomo Visa Taiheiyo Masters (Japan Golf Tour), Holden Australian Open (PGA Tour of Australasia)
- 1998 Freeport McDermott Classic (PGA Tour), Sumitomo Visa Taiheiyo Masters (Japan Golf Tour), Dunlop Phoenix (Japan Golf Tour)
- 1999 Macau Open (Asian Tour)
- 2000 Dimension Data Pro-Am (Sunshine Tour), Cisco World Match Play Championship (England)
- 2003 Nelson Mandela Invitational (mit Simon Hobday)
- 2010 St. Jude Classic (PGA Tour), Nedbank Golf Challenge (Sunshine Tour)
- 2011 Indonesian Masters (Asian Tour), Nedbank Golf Challenge (Sunshine Tour), Thailand Golf Championship (Asian Tour)
- 2012 CIMB Niaga Indonesian Masters (Asian Tour)
- 2014 Thailand Golf Championship (Asian Tour)
- 2015 CIMB Niaga Indonesian Masters (Asian Tour)

## Ergebnisse bei den Major-Championships
| Turnier               | 1995 | 1996 | 1997 | 1998 | 1999 | 2000 | 2001 | 2002 | 2003 | 2004 | 2005 | 2006 | 2007 | 2008 | 2009 |
| --------------------- | ---- | ---- | ---- | ---- | ---- | ---- | ---- | ---- | ---- | ---- | ---- | ---- | ---- | ---- | ---- |
| The Masters           | DNP  | DNP  | T24  | 44   | T6   | CUT  | DNP  | 44   | DNP  | DNP  | CUT  | CUT  | T30  | T11  | 43   |
| U.S. Open             | DNP  | DNP  | T19  | T7   | CUT  | T5   | CUT  | DNP  | DNP  | T36  | T33  | DNP  | T36  | 3    | T23  |
| The Open Championship | T96  | CUT  | T10  | T64  | T18  | T64  | T47  | CUT  | CUT  | 4    | CUT  | T31  | T35  | T67  | T3   |
| PGA Championship      | DNP  | DNP  | T29  | CUT  | T16  | T15  | T44  | CUT  | CUT  | CUT  | T17  | T29  | T32  | CUT  | T3   |

| Turnier               | 2010 | 2011 | 2012 | 2013 | 2014 | 2015 | 2016 | 2017 | 2018 | 2019 | 2020 | 2021 |
| --------------------- | ---- | ---- | ---- | ---- | ---- | ---- | ---- | ---- | ---- | ---- | ---- | ---- |
| The Masters           | 2    | T11  | T3   | T8   | 7    | T46  | T2   | T18  | DNP  | DNP  | T38  | CUT  |
| US Open               | T16  | T3   | T10  | T15  | CUT  | T50  | T32  | T55  | DNP  | DNP  | T13  | T46  |
| The Open Championship | 2    | CUT  | T45  | T3   | CUT  | T49  | T22  | T27  | T61  | T4   | T13  | 46   |
| PGA Championship      | DNP  | T8   | CUT  | T33  | T15  | T43  | 85   | T66  | DNP  | CUT  | DNP  | T71  |

DNP = nicht angetreten

WD = zurückgezogen

CUT = am Cut gescheitert

„T“ = geteilter Rang

Grüner Hintergrund für Siege. Gelber Hintergrund für Top-Ten-Resultate.

## Teilnahmen an Teamwettbewerben
- Ryder Cup: 1997 (Sieger), 1999, 2002 (Sieger), 2004 (Sieger), 2006 (Sieger), 2008, 2010 (Sieger), 2012 (Sieger), 2014 (Sieger), 2016
- Alfred Dunhill Cup: 1996, 1997, 1998, 1999
- Seve Trophy: 2000, 2002 (Sieger), 2003 (Sieger), 2011 (Sieger)
- Royal Trophy: 2007 (Sieger)
- EurAsia Cup (für Europa): 2016 (Sieger)